# Spovid općena
Spovid općena (v chorvatštině Obecný zpovědník, latinsky Confessione generale) je název hlaholského prvotisku vytištěného v roce 1496 v chorvatské Senji. Jedná se o příručku pro zpovědi, kterou vytiskl chorvatský tiskař Blaž Baromić ve své tiskárně v Senji. 

## Popis

### Text
Úvodní slova tisku jsou: "Počine spovidь opĉena ča est načinь ki ima držati č[lovi]kь naispita ñe konšencie kad se oĉe ispovid[a]ti".
Jedná se o první knihu vytištěnou v čakavském nářečí chorvatského jazyka a současně jediný chorvatský neliturgický prvotisk. Jde o překlad františkánské příručky Confessionale generale od milánského kazatele Michaela z Carcana z roku 1500.  
Překladatel Jakov Blažiolović, pozdější senjský biskup, mísil svou rodnou čakavštinu s prvky staroslověnštiny a s italštinou. Skromná brožurka čítající 36 listů monochromatického tisku je důležitým počátečním úsilím při formování moderní chorvatské teologická terminologie. 
Zachoval se pouze jeden exemplář, který je uložen v záhřebské Knihovně františkánů terciářů na Ksaveru. 
Výtisk je na poslední stránce opatřen Baromićovým typografickým znakem, který je vůbec prvním v historii chorvatského tisku. 
V roce 1978 byla v Senji vydána faksimilní reprodukce a v roce 1979 latinský přepis se slovníkem, editovaný Branko Fučićem a Anicou Nazorovou.